# کارامالی (شهرستان چیشمینسکی، باشقیرستان)
کارامالی (انگلیسی: Karamaly, Chishminsky District, Republic of Bashkortostan) یک شهرک در شهرستان چیشمینسکی در استان باشقیرستان کشور روسیه است.